# Gerhard Graml
Gerhard Graml (* 16. April 1963 in Linz, Oberösterreich) ist ein österreichischer Jazzbassist, Bandleader, Komponist und Musikpädagoge. 

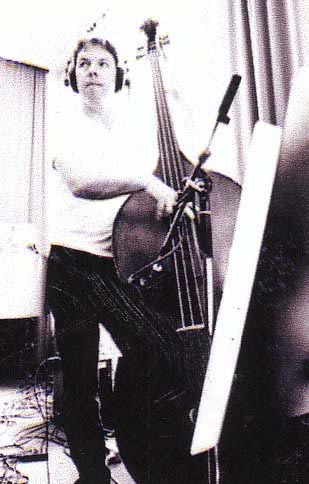
Gerhard Graml, 2011

## Leben
Graml erhielt in seiner Jugend Klavier- und Bassunterricht. Er studierte Kontrabass am Bruckner-Konservatorium Linz und Jazzbass am Konservatorium in Wien. Von 2000 bis 2004 unterrichtete er am Portland Conservatory of Music und am Bowdoin College. Er lebt mit seiner Familie in Wien und in Maine/USA.
Seit 1995 leitete Graml die Jazzformation Lunapark. Er war Mitglied im Dschungelorchester und arbeitete mit den Musikern Don Preston, Gary Wittner, Lena Rothstein, Louie Austen, Wolfgang Fadi Dorninger, Pro Brass, Open Art Band, Herb Pomeroy, Brad Terry, Donald Smith, Tom Snow, Christian Mühlbachers Nouvelle Cuisine, Uli Scherer, Marios & Julie, Dhafer Youssef, Herwig Gradischnig und Andy Manndorff  zusammen. Seine Three Dances for Very Fine Music Ensemble, Samples and Low Budget Jazz Band wurden vom Ensemble die reihe uraufgeführt. Mit der Beatpoetin Ruth Weiss konzertierte er auf dem JazzFest Berlin. Im Rahmen von Tourneen und Konzerten trat er in Europa, USA, Nordafrika, Israel, und Indonesien auf. 
Seit 2005 präsentiert er im österreichischen Radio für den ORF die Ö1 Jazznacht und diverse Jazzsendungen wie Milestones, On stage und Spielräume.
Darüber hinaus war er von Januar 2018 bis Oktober 2021 an der Deutschen Internationalen Schule Washington D.C. tätig, wo er Musik unterrichtete.
Graml arbeitet seitdem wieder im österreichischen Radio Ö1 und gestaltet verschiedene Radioprogramme, besonders im Hinblick auf Jazzmusik.  

## Diskographische Hinweise
- Das Dschungelorchester (LP EX 134 Extraplatte), 1991
- Gerhard Graml's Lunapark (CD EX 250-2 Extraplatte), 1995
- Gerhard Graml's Lunapark plays Homemoviescores (CD EX 385-2 Extraplatte), 1999
- Ensemble die reihe: Uraufführungen von Michael Amann, Gerhard Graml, Friedrich Cerha, Daniel Oberegger und Christoph Cech (ORF CD 232), 1999
- Phone 3 Phone: We Think You Know (CD EX 506-2 Extraplatte), 2001
- Carol Jackson: The Dream's On Me, 2001
- Josephine Cameron/Gerhard Graml: Every Night when the Sun Goes In (CD Modo Records), 2003
- Coup De Bam: Coup De Bam (Couch Records), 2006
- Gerhard Graml/Thomas Snow: Always Look Back (ATS-Records), 2007
- Freemotion: Moving Offroad (Extraplatte), 2007
- Alexander Fisher: Childhood Samba (ATS Records), 2007
- Gerhard Graml's Lunapark: Upright Acoustic (ATS Records ATS 677), 2009
- Phone 3 Phone: Calling 4 (CD EX 826-2 Extraplatte), 2011
- Allen Lowe u. a.: Field Recordings (Music and Arts), 2013
- Andy Bartosh: Wildnis (L.B.A. Records), 2015
- Harry Kucera: Kalinichta, Guade Nocht (Star Records), 2015
- Freemotion: Taking Off (artdialogue), 2017
- Thomas Nöttling/Gerhard Graml/Hermann Aigner: Beethoven Walkin‘ (BT-Edition BT-24920), 2020
- Michael Publig: Caliente! (Galileo PM 2101), 2021
- Wiener Beschwerdechor (Schallter/monkey Schall050), 2021
- Gerhard Graml: Everything (Alessa Records ALR1113), 2022

## Mitwirkung bei Filmmusiken
- Ene Mene Muh (Regie: Houchang Allahyari), 1999
- Rocco (Regie: Houchang Allahyari) 2001
- Bock for President (Regie: Houchang Allahyari) 2010
- Griechenland oder der laufende Huhn (von und mit Thomas Stipsits) 2023